# Драгослав Вирић
Драгослав Вирић (Крагујевац, 24. октобар 1908—Београд, 24. март 1963) био је југословенски и српски фудбалер.

## Каријера
Каријеру је почео у дресу СК Југославија, за који је играо од 1925. до 1930. године. За СК Југославију одиграо је 64 званичне утакмице и постигао 8 голова. Од средине 1930. до 1931. године играо је за БСК Београд и са њима освојио Првенство Југославије у сезони 1931.
За градску селекцију Београда одиграо је 7 утакмица, док је за репрезентацију Југославије одиграо 2 утакмице. Дебитовао је 15. марта 1931. године на мечу против репрезентације Грчке (4:1) у Београду, за Балкански куп, а последњу утакмицу одиграо 19. априла 1931. године против селекције Бугарске, такође за Балкански куп.
Био је снажне физичке конституције и увек играо на позицији левог крила.